# أزمة المدخرات والقروض
أزمة المدخرات والقروض في ثمانينيات القرن العشرين وتسعينياته هي فشل 1043 شركة مدخرات في الولايات المتحدة من أصل 3234 بين عام 1986 و1995؛ إذ أغلقت شركة تأمين القروض والمدخرات الفدرالية 296 مؤسسة أو حلّتها بين 1986 و1989، وأغلقت شركة «ريزليوشن ترست» 747 مؤسسة أو حلّتها بين عام 1989 و1995.
مؤسسة المدخرات والقروض أو مؤسسة التوفير هي مؤسسة مالية تقبل ودائع المدخرات وتقرض الناس على رهن عقاري، كسيارة مثلًا. مع حلول عام 1995، أغلقت شركة «ريزليوشن ترست» الحكومية 747 مؤسسة على نطاق الدولة كلها، يبلغ مجموع أصول أموالها بين 402 و407 مليار دولار. في عام 1996، قدّر مكتب الحساب العام المبلغ بـ160 مليار دولار، منه 132.1 يؤخذ من دافعي الضرائب. أُسّست شركة «ريزليوشن ترست» خصوصًا لحلّ أزمة القروض والمدخرات.
رفع نظام الاحتياطي الفدرالي للولايات المتحدة معدل الخصم، إذ شحن بنوكه الأعضاء من 9.5% إلى 12% في سعيٍ إلى الحدّ من التضخم. أصدرت غرفة جمعيات المدخرات والقروض قروضًا طويلة المدى بربح ثابت أقل من معدل الربح الذي يمكن أن تعيده. ثم إنها كانت تملك الودائع التي كانت تدخل معدل ربح أكبر من الذي يمكن أن تعيده. فلمّا ازدادت معدلات الربح الذي يمكن أن تعيده، ولم تستطع جذب رؤوس أموال كافية من الودائع أو حسابات التوفير المصرفية، أفلست المؤسسات. وبدلًا من الإقرار بإفلاسها، سمح ضعف الرقابة القانونية لبعض جمعيات التوفير أن تستثمر استثمارات كبيرة احتمال الخسارة. مدّد هذا الفترةَ التي كادت فيها جمعيات التوفير أن تفلس تقنيًا. انتهت هذه الأفعال السيئة كذلك بزيادة الخسارات الاقتصادية لجمعيات التوفير، فزادتها أكثر مما كانت لو أنّ الإفلاس قد عُلم من قبل. من الأمثلة الواضحة الخبير المالي تشارلز كيتينغ، الذي دفع 51 مليون دولار في عملية مايكل ميلكن «السندات الرديئة» من أجل جمعيته «جمعية لنكولن للمدخرات والقروض»، التي كان حينها صافي قيمتها سلبيًا يفوق 100 مليون دولار.
أعطى آخرون، كالكاتب والخبير المالي التاريخي كينيث ج. روبنسون، أو حساب الأزمة الذي نشرته 2000 شركة تأمين الودائع الفدرالية، أسبابًا مختلفة لتجاوز أزمة القروض والمدخرات. فحددوا بدء التضخم الصاعد في الستينيات، وكان يدعم هذا التضخم برامج الإنفاق المحلي التي بدأها الرئيس ليندون جونسون، برامج المجتمع العظيم، وأيضًا دعمه الإنفاق المستمر على حرب فيتنام التي استمرت حتى نهايات السبعينيات. انتهت الجهود الساعية إلى إنهاء التضخم في أواخر السبعينيات وأوائل الثمانينيات عن طريق رفع معدلات الربح بالركود الاقتصادي في أوائل الثمانينيات، ثم بداية أزمة القروض والمدخرات. وكان مما زاد الطين بلّة رفع القيود عن جمعيات القروض والمدخرات، والإهمال الإداري، وعمليات النصب.

## خلفية تاريخية
لصناعة المدخرات والقروض أصول بدأت في حركة بناء المجتمع البريطاني في أواخر القرن الثامن عشر. شاركت جمعيات التوفير الأمريكية نفس الأهداف الأساسية لأصولها: مساعدة الطبقة العاملة على ادّخار المال لمستقبلهم، ولشراء منازل. كانت جمعيات التوفير منظمات تعاونية غير ربحية، يديرها عادة أعضاؤها أو المؤسسات المحلية التي تخدم مجموعات محددة ممن يطمحون إلى امتلاك المنازل. مع أن البنوك كانت تقدم منتجات متعددة للأفراد والشركات، فإن جمعيات التوفير كانت عادة تقدم قروضًا عقارية لامتلاك المنازل، وكانت هذه أولويتها الأولى. كان رؤوس جمعيات التوفير يؤمنون بأنهم جزء من حركة إصلاح مجتمعي أوسع، لا بأنهم صناعة مالية. وكان من منظورهم أن جمعيات التوفير لم تكتف بجعل الناس مواطنين صالحين بتسهيل شراء البيوت عليهم، بل كانت تعلمهم أيضًا عادتَي الادّخار المنتظم والتعاون، اللذين يقويان الأخلاق الفردية. وصف فلم «إنها حياة رائعة» الصادر عام 1946 جمعيات التوفير ومُثُلها.
تأسست أول جمعية توفير عام 1831، وبعد ذلك بأربعين سنة لم تكن هناك إلا بضع جمعيات توفيرية، موجودة في الولايات الغربية الوسطى والولايات الشرقية. تغير الحال في أواخر القرن التاسع عشر مع النمو الحضاري وطلب المنازل المرتبط بالثورة الصناعية الثانية، وهو ما أطلق العنان لجمعيات التوفير. أدّى شيوع جمعيات التوفير إلى إنشاء نوع جديد منها في ثمانينيات القرن التاسع عشر، هو جمعيات التوفير «الوطنية». كانت هذه الجمعيات في معظمها هادفة للربح، إذ أسسها البنكيون أو الصناعيون الذين وظّفوا المروّجين من فروعهم المحلية من أجل بيع أسهم لأعضاء محددين. وعدت الجمعيات الوطنية برفع معدل الربح أربعة أضعاف أكثر من أي مؤسسة مالية أخرى.
سبّب اكتئاب 1893 (الذي سببه ذعر العام 1893 الذي استمر عدة سنين) انخفاضًا حادًا في عدد الأعضاء، فانقلبت حال هذه الجمعيات الوطنية. ولأن تدفق الأعضاء الجدد المستمر كان أساسيًا من أجل أن تدفع «الوطنيات» الأرباح والمدخرات جميعًا والرواتب الضخمة للمنظمات، سبب انخفاض الدخول فشل جمعيات وطنية كثيرة. مع نهاية القرن التاسع عشر، خرجت معظم «الوطنيات» عن العمل. أدّى هذا إلى أول القوانين الحكومية لتنظيم عمل جمعيات التوفير، وإلى تشكيل جمعية التجارة الوطنية لحماية أرباح الجمعيات، وزيادة النمو الاقتصادي. قادت جمعية التجارة جهودًا لتنظيم إجراءات المحاسبة والتقييم والإقراض. قادت الحركة التي دعت كل هذه الجمعيات إلى تسمية نفسها «جمعيات المدخرات والقروض»، من أجل إقناع المديرين بحاجتهم إلى احترافية أكبر في عملهم كخبراء ماليين.
في القرن العشرين، كان العقدان ما بعد انتهاء الحرب العالمية الثانية أنجح الفترات في تاريخ جمعيات التوفير. قادت عودة الجنود الطامحين إلى استعادة حيواتهم قبل الحرب إلى أزمة إسكان غير مسبوقة بعد الحرب، مع زيادة كبيرة في عدد الأُسر الجديدة، وما سمّي «انفجار المواليد» الذي سبب صعودًا في بناء المنازل في الضواحي، وانفجارًا سريعة في قلب المدن ونموًا تجاريًا في مجال إحداث الطرق الجديدة والطرق السريعة، وسمحت الإنشاءات التي حدثت عام 1956، أيام كان آيزنهاور مدير أنظمة الطرق بين الولايات في البلد، بانفجار سكاني في محتمعات الضواحي في مناطق كانت من قبل ريفية محيطة بالمدن. بحلول الأربعينيات، ركّزت جمعيات التوفير تمويلها على هذا الانفجار السكاني، الذي كان له حينئذ نوع من الشرعية القانونية التي سبقت ترخيص البنوك المؤسسة بعد انهيار سوق البورصة عام 1929، و«عطلة البنوك» التي كانت في بداية تولّي الرئيس الثاني والثلاثين فرانكلين ديلانو روزفلت في مارس 1933، والمتطلبات التي كانت بعد ذلك لبرامج الصفقة الجديدة من أجل محاربة الكساد العظيم. كانت نتيجة ذلك تطورًا كبيرًا في الصناعة استمر حتى مستهل ستينيات القرن العشرين.
نشأت حين ذلك عادة رفع الأرباح على المدّخرات من أجل إغراء الناس بزيادة ودائعهم، وهو ما سبب حروبًا في الأرباح بين جمعيات التوفير وحتى البنوك التجارية. اشتدّت هذه الحروب حتى تحرّك الكونغرس في عام 1966 حركة غير معتادة بوضع حدود على أرباح المدخرات للبنوك التجارية وأيضًا لجمعيات التوفير. وبعد أن سُنّ هذا القانون، وحتى 1979، فُرضت على جمعيات التوفير تحديات لا سابق لها، فكان مديروها يبحثون عن طرق لزيادة نفوذهم في اقتصاد موصوف ببطء النمو، وارتفاع معدلات الأرباح، والتضخم. ألحقت هذه الظروف، التي سُمّيت بعد ذلك ركودًا تضخميًا، الضرر بجمعيات التوفير لأسباب متعددة. ولأن القانون حدد سقفًا للأرباح التي يمكن دفعها على المدخرات، كان المستودِعون يسحبون ودائعهم عندما يعلو معدل الربح، ويضعونها في حسابات تجني أرباحًا كأرباح السوق؛ تُعرف هذه العملية بفكّ الوساطة. في نفس الوقت، صعّب ارتفاع معدلات القروض على الناس تقييم الرهون العقارية التي حدّت أيضًا من قدرة جمعيات التوفير على توفير الدخل.
استجابة لهذه الظروف الاقتصادية المعقدة، لجأ مديرو جمعيات التوفير إلى عدة ابتكارات، منها أدوات الرهن البديلة وحسابات التأمين التي تحمل عبء الأرباح، كطريقة لحفظ التمويل وإحداث حركة في شركات الإقراض. مكّنت هذه الأفعال جمعيات التوفير من الاستمرار في تسجيل نمو في الأصول المتدفقة واحتمالات الربح في السبعينيات بالرغم من أن الأرقام الحقيقية كانت في هبوط. وبغض النظر عن هذا النمو الظاهر، كانت الإشارات واضحة إلى أن الجمعيات كانت تتحرّق تحت القيود التي فرضها القانون. كان هذا أصحّ ما يكون في جمعيات التوفير في غرب الولايات المتحدة التي تاقت إلى قوة إقراضية إضافية لضمان استمرار النمو. لم تحدث سوى بضع تغييرات حقيقية في السبعينيات، بالرغم من الجهود التي بُذلت لتحديث القوانين.
عام 1979، سببت عودة معدلات الأرباح العالية والتضخم تحدّيًا للصحة المالية لجمعيات التوفير مرة أخرى، أشعل شرارةَ هذه الأرباح والتضخم هذه المرة ارتفاعُ أسعار النفط، وزادها تناقص موارد شركة تأمين القروض والمدخرات الفدرالية. لم تكن هذه مشكلة صغيرة: في عام 1980، كان هناك أكثر من 4000 مؤسسة قروض ومدخرات، بلغت أصولها 600 مليار دولار، منها 480 مليار من القروض العقارية، التي أحرز كثير منها ربحًا قليًلا حُدد في فترة سابقة. كان هذا يساوي في الولايات المتحدة نصف سوق قروض الإسكان. في عام 1983، بلغت خسارة احتياطي شركة تأمين القروض والمدخرات الفدرالية 6 مليارات دولار، أمّا دفع الودائع المستأمنة في الجمعيات الخاسرة، فكانت تكلفته نحو 25 مليار. من ثمّ اضطر المشرّعون إلى «التساهل»، ليتركوا المؤسسات المفلسة مفتوحة، ويأملوا أنها تستطيع تجاوز مشكلاتها.